# Лименария
Лимена̀рия (на гръцки: Λιμενάρια) е второто по-големина селище на остров Тасос в Северна Гърция.

## География
Лименария е разположена в югозападния край на острова, в дъното на едноименния залив Лименария. В старата сграда на общината се помещава Етнографски музей.

## История
Църквата „Благовещение Богородично“ е от 1880 година, а „Свети Георги“ в северната махала Каливия (Каливес) е от 1902 година.
В 20-те години в Лименария са заселени гърци бежанци. В 1928 година Лименас е местно-бежанско селище със 122 семейства бежанци с 473 души. Селището се развива бързо, като тук се преселват хора от Кастро и други села на острова. Жителите се занимават с производство на маслини и зехтин, пчеларство, риболов и турзъм.
| Име         | Име          | Ново име    | Ново име    | Описание |
| ----------- | ------------ | ----------- | ----------- | -------- |
| Скрес Лакос | Σκρὲς Λάκκος | Платанорема | Πλατανόρεμα | река     |
| Вагар Лакос | Βαγὰρ Λάκκος | Дросопиги   | Δροσοπηγή   | река     |
| Цинара      | Τσιναρὰ      | Платанон    | Πλατάνω     |          |

| Година    | 1913 | 1920 | 1928 | 1940 | 1951 | 1961 | 1971 | 1981 | 1991 | 2001 | 2011 | 2021 |
| --------- | ---- | ---- | ---- | ---- | ---- | ---- | ---- | ---- | ---- | ---- | ---- | ---- |
| Население |      |      | 1206 | 1240 | 1297 | 1999 | 1507 | 1448 | 1488 | 814  | 2373 | 2471 |